# Speckbachtobel

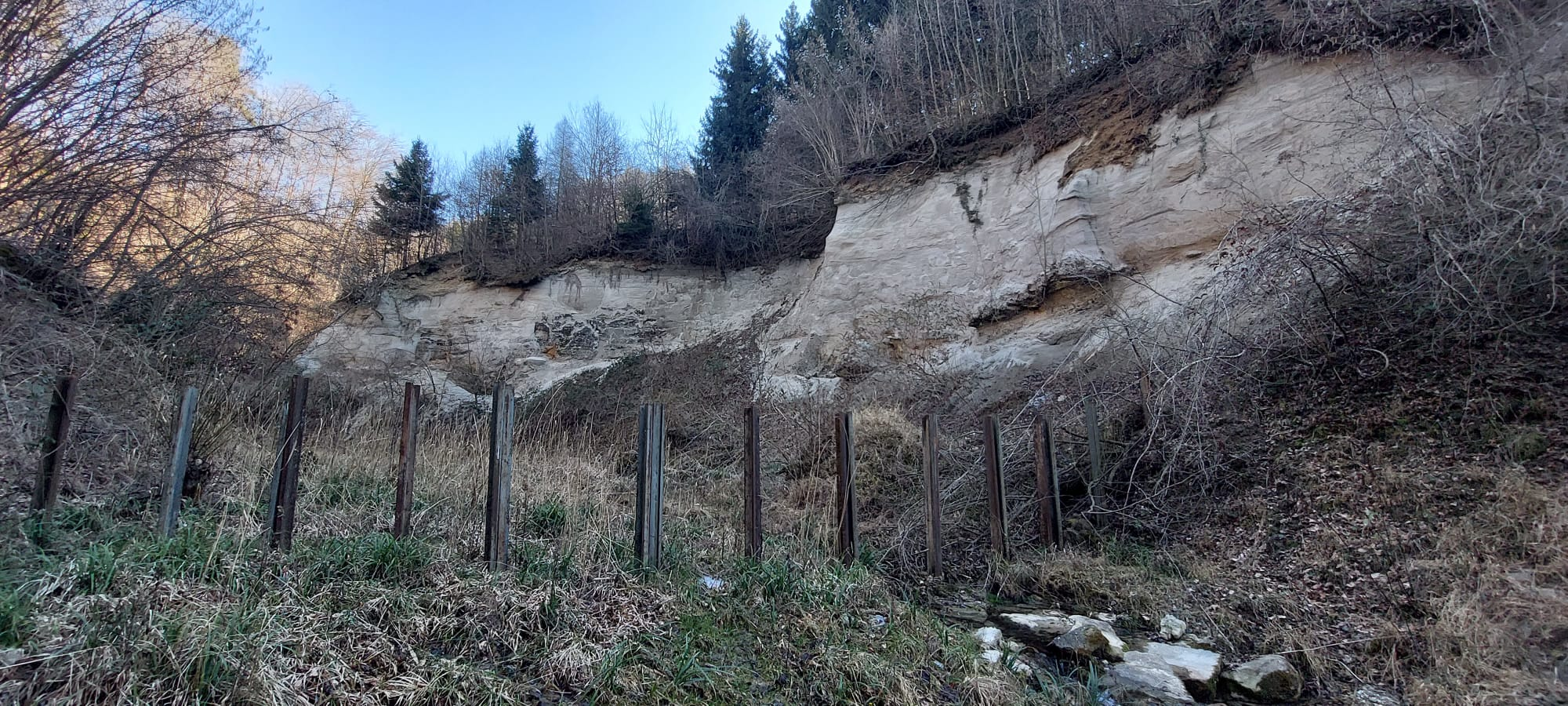
Felswand im Speckbachtobel

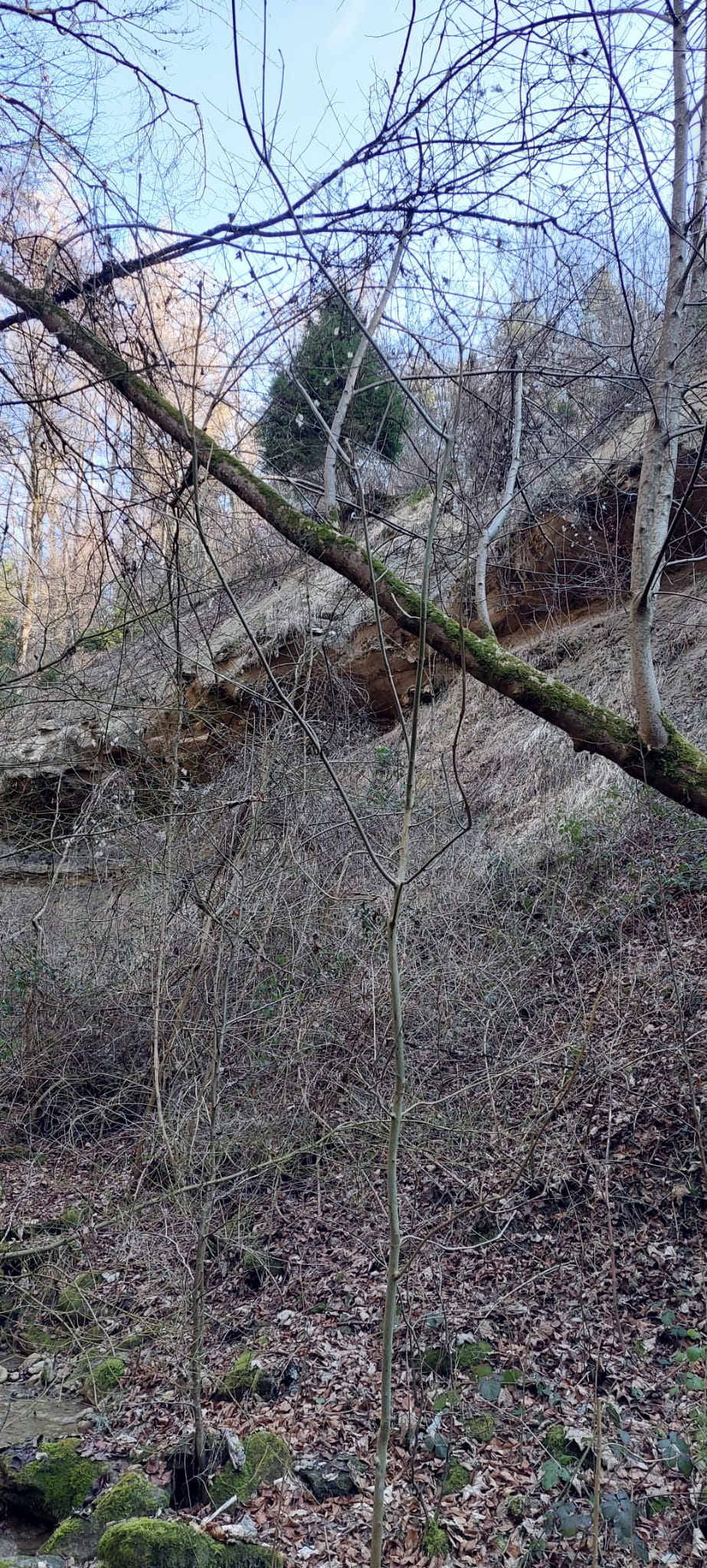
Im oberen Bereich des Speckbachtobels findet sich ein überhängender Felsvorsprung

Das Speckbachtobel ist ein Geotop auf dem Seerücken oberhalb von Steckborn im Schweizer Kanton Thurgau.
Der 3,1 Kilometer lange Speckbach durchfliesst die Gemeinden Homburg und Steckborn und endet im Untersee. Er verläuft durch enge Schluchten und erodierte Felswände. Das Geotop erstreckt sich von 500 m. ü. M. bis etwa 625 m. ü. M.
Das Speckbachtobel ist von Felswänden und aktiver Erosion gezeichnet und gestaltet die Landschaft charakteristisch. Die Erosion ist vor allem im oberen Teil zu beobachten, wobei das Material durch den tief eingeschnittenen Talboden zum Bodensee gespült wird. Das Speckbachtobel ist eine Versinnbildlichung von beträchtlicher Erosionskraft, die einen Einblick in den Felduntergrund des Thurgaus bietet, spezifisch in den Seerücken.

## Geologie
Das Speckbachtobel ist ein breites und tiefes Tobel im Seerücken. Durch die Schluchten wird die Erosionskraft des Wassers deutlich ersichtlich. Das Speckbachtobel ist wie der Seerücken auf Molasse aufgebaut, die hauptsächlich aus Glimmersandstein besteht. Diesen findet man an den hohen erodierten Wänden wieder. Oberhalb der Strassenbrücke bei 512 m (Frauenfelderstrasse) sind die Glimmersandsteinwände gut aufgeschlossen. Dieser Abschnitt endet aufwärts an einem Wasserfall, bei dem Sandstein Mergelschichten überlagert. Im Bachlauf ist das anstehende Gestein oft durch Kalktuff verkleidet, selbst die weichen Mergelschichten können dann schöne Stufen im Bachlauf bilden. Der nächste hohe Wasserfall wird wieder durch Sandsteinschichten über Mergel gebildet. Wenn man hier die hohen Seitenwände nördlich des Speckbachs hochschaut, kann man ganz oben die ersten Nagelfluhschichten entdecken.

## Petrologie
Im unteren Teil des Speckbachtobels bei Wolfskehlen findet man Knauer, Mergel, Stinkkalk, glimmerige Molasse, Sand, Nagelfluh. Auch Kohle kommt in Form von Kohlenstreifen im Gebiet vor. Auf 500 m Höhe trifft man auf eine Muschelbank.

## Schutzziele
«Schutzziel des Waldreservats ‹Speckbachtobel› ist die ungeschmälerte, langfristige Erhaltung des Gebietes als Lebensraum für seltene Pflanzen- und Tierarten sowie als natürliches Tobelsystem mit allen Erscheinungen der aktiven Erosion, Umlagerung und Ablagerung. Zu erhalten und zu fördern sind insbesondere die mosaikartigen diversen Waldstandorte.»
So berichteten die Untersee Nachrichten kurz nach der Bekanntgabe darüber und erwähnten den sehr seltenen Pfeifengras-Föhrenwald sowie seltene Seggen-Buchenwälder. Ausserdem wird hervorgehoben, dass das mehr als 30 Hektar grosse Waldbiotop wie auch das Geotop wertvoll sind.

## Ziele in den verschiedenen Waldgebieten
- Eichenwald: Erhalten und Fördern grosskroniger Eichen (idealer Lebensraum für Mittelspecht)
- Lichter Wald: Standortgemässe Baumartenzusammensetzung (Föhre, Buche, Traubeneiche), seltene Baumarten (Elsbeere, Mehlbeere, Wildbirne), Lebensräume für licht- und wärmebedürftige Arten (z. B. Orchideen, Tagfalter) schaffen bzw. erhalten, artenreiche Krautschicht.
- Feuchter Wald (Erlen-Eschenwald): Standortgemässe Baumartenzusammensetzung (Esche, Schwarzerle, Bergahorn, Bergulme, Weide, Pappel, Traubenkirsche), nachhaltige Bestockung, üppige sowie artenreiche Krautschicht, Kleinstrukturen im oder am Bach als Lebensraum für Kleintiere (z. B. Feuersalamander).
- Seggen-Buchenwald: Standortgemässe Baumartenzusammensetzung (Buche, Traubeneiche, evtl. Esche, Hagebuche, Föhre), seltene Baumarten (Elsbeere, Mehlbeere, Kirschbaum, Feldahorn, Wildbirne), Lauholzanteil > 70 %, artenreiche Krautschicht.
- Naturgemässer Wald: Naturgemässe Baumartenverteilung (Naturwald), Gerüst alter Bäume erhalten.
- Unbewirtschafteter Wald: Zulassen natürlicher Prozesse mit Alters- und Zerfallsphasen, viel Alt- und Totholz (stehend und liegend).
- Strukturreicher Waldrand: Vielfältige, breite und stufige Waldränder schaffen.
- Gewässer: Fliessende und stehende Gewässer (Bäche, Gräben, Tümpel) erhalten und aufwerten. Teilweise Revitalisierungsmassnahmen mittels baulichen Eingriffen. (verlandete Bereiche ausbaggern, um ökologisch wertvolle stehende Gewässer und Retentionsräume zu schaffen und dort Besonnung abschnittsweise verbessern)[9]